# Городище (Городищенська сільська громада)
Городи́ще — село в Україні, центр Городищенської сільської громади Луцького району Волинської області. Населення становить 613 осіб.

## Населення
Згідно з переписом УРСР 1989 року чисельність наявного населення села становила 544 особи, з яких 243 чоловіки та 301 жінка.
За переписом населення України 2001 року в селі мешкало 612 осіб.

### Мова
Розподіл населення за рідною мовою за даними перепису 2001 року:
| Мова       | Відсоток |
| ---------- | -------- |
| українська | 99,51 %  |
| російська  | 0,49 %   |

## Пам'ятки археології
- За 0,5 км на північ від села, в урочищі «Вал» — складномисове городище кінця Х- початку ХІІ ст. площею 0,8 га. Воно розміщене на останці правого берега р. Полонки, висотою до 3-4 м над рівнем заплави. Зі сходу, від напільного боку, пам'ятка відмежована валом і ровом, через які проходив в'їзд. Городище обстежене у 1960 р. П. Раппопортом. У 1977—1989 рр. його досліджував М. Кучинко. За десятирічний період польових робіт ним вивчено практично всю площу пам'ятки. Відкрито 34 напівземлянки, 3 гончарні і 2 залізоробні майстерні, 1 млин і 3 пекарні, 15 господарських споруд, 40 ям господарського призначення і 6 печей від літніх кухонь. Надзвичайно багатий і різноманітний речовий комплекс знахідок із городища представлений гончарною керамікою, виробами із заліза, бронзи, кістки, рогу, скла та каменю. У 1983 році в одній із господарських споруд знайдено скарб срібних прикрас, що складався з 5 витих шийних гривень, 3 браслетів, 6 цілих і 6 фрагментованих намистин із напаяною зерню.

Скарб срібних прикрас давньоруського часу з Городища

- В північно-західній частині села, за 0,2 км від шосейної дороги Луцьк-Львів, поруч із городищем, на правому березі р. Полонки — давньоруське селище ХІ-XV ст.
- За 0,3 км на північний схід від села в урочище «Ваканець», на схилі правого берега р. Полонки висотою близько 4-5 м над рівнем заплави, за 0,1 км від шосейної дороги сполученням Луцьк-Львів — багатошарове поселення тшинецько-комарівської, вельбарської культур і давньоруського періоду ХІІ-ХІІІ ст. площею до 3 га. В південній частині пам'ятки відмічене місце обробки кременю. На орному полі виявлено крем'яні знахідки у вигляді фрагментів серпів, відщепів тощо.
- За 0,5 км на північ від села, на північ від церкви, на лагідному схилі першої надзаплавної тераси правого берега р. Полонки, висотою до 10 м над рівнем заплави — двошарове поселення тшинецько-комарівської культури і давньоруського періоду ХІІ-ХІІІ ст. площею до 2 га.
- На північно-східній околиці села, за 50 м на південь від шосейної дороги, на мисі першої надзаплавної тераси правого берега р. Полонки висотою 4-5 м над рівнем заплави — двошарове поселення тшинецько-комарівської культури і давньоруського періоду ХІ-ХІІІ ст. площею до 3 га. Його сліди зафіксовані в місці впадіння в річку безіменного правостороннього потічка.
- На північно-західній частині села, за 0,2 км на південь від шосейної дороги, на захід від приміщення сільської Ради — селище давньоруського періоду ХІ-ХІІІ ст. площею до 1 га. Воно розміщене на схилі першої надзаплавної тераси правого берега безіменного потічка (правосторонній доплив р. Полонки) висотою 8-10 м над рівнем заплави. Уламки гончарного посуду зібрані з території селянських городів.
- В західній частині села, на північний захід від місцевої школи, на мисі першої надзаплавної тераси правого берега безіменного струмка висотою 12-14 м над рівнем заплави — селище давньоруського періоду ХІ-ХІІІ ст. площею до 1 га.

## Історія
Восени 2015 року в Городищі відкрито пам'ятну дошку честі Тараса Герасимюка (1995—2015) — бійця батальйону ім. генерала Кульчицького.
До 27 квітня 2017 року — адміністративний центр Городищенської сільської ради Луцького району Волинської області.
19 липня 2020 року в результаті адміністративно-територіальної реформи та ліквідації Луцького району(1940—2020) село увійшло до складу новоутвореного Луцького району.